# Josef Kasan
Josef Bohumír Kasan (19. února 1905, Milotice – 19. října 1965, Praha) byl český katolický kněz, premonstrát, vysokoškolský pedagog, teolog, filosof, právník a kolaborant s komunistickým režimem.

## Studium
Středoškolské vzdělání s maturitou v roce 1925 získal na státním reálném gymnáziu ve Strážnici. Ve studiu ke kněžství pokračoval na bohoslovecké fakultě Karlovy univerzity v Praze. Na kněze byl vysvěcen v roce 1933. Vstoupil do řádu premonstrátských řeholních kanovníků a patři do kláštera Nová Říše. Začal působit v pastoraci a stal se středoškolským profesorem. Mezitím v studoval filozofickou fakultu Masarykovy univerzity v Brně v letech 1935-1939, kterou zakončil doktorátem filozofie a 16. března 1939 byl promován. V roce 1939 zahájil v Brně další studium a to sice na právnické fakultě Masarykovy univerzity. Toto studium se protáhlo přes válečná období II. světové války a dokončil jej v roce 1946, kdy byl promován doktorem obojího práva dne 27. září 1946.

## Problematická stránka osobnosti
Vedle jeho studijních výsledků se však objevuje jiná stránka jeho osobnosti. Na rozdíl od ostatních novoříšských spolubratrů řeholníků, kteří byli po heydrichiádě zatčeni a odvezeni do koncentračních táborů, kde mnozí zahynuli, byl jen krátce vyšetřován a propuštěn na svobodu. Po válce se chtěl stát novoříšským opatem, ale zvolen byl P. Augustin Machalka. Dr. Kasan se proti němu snažil intrikovat řadou pomluv (kolaborace s nacisty, styky se ženami atd.), ale neuspěl. Tyto jeho výpovědi využila proti opatu Machalkovi StB v monstrprocesu proti řádům v roce 1950.

## Pedagog
Kasan se po skončení II. světové války pustil opět do studia v letech 1947-1948 na mezinárodní katolické univerzitě v Miláně. S komunistickým režimem po puči v roce 1948 začal aktivně spolupracovat a zařadil se mezi tzv. vlastenecké kněze. Díky této aktivitě byl 2. října 1950 jmenován státním docentem na Římskokatolické Cyrilometodějské bohoslovecké fakultě v Praze pro obor pastýřského bohosloví, s účinností od 1. září 1950. V kariérním postupu rychle stoupal, a byl 12. prosince 1951 na CMBF jmenován profesorem církevního práva, s účinností od 1. ledna 1952. Jeho působení na fakultě bylo formálně ukončeno 31. října 1953. Stal se rektorem kostela u sv. Ignáce v Praze 2, oficiálem církevního soudu a arcibiskupským notářem. Od 9. října 1965 byl v invalidním důchodu a krátce na to, 19. října 1965 v Praze zemřel.